# Dụ Dược
Dụ Dược (chữ Hán: 喻药, ? - ?), tên gốc là Du Dược (俞药), người huyện Nam Xương, quận Dự Chương  , quan viên nhà Lương, một trong các tổ của họ Dụ tại Trung Quốc.

## Cuộc đời
Dược xuất thân bình dân, ban đầu hầu hạ bên cạnh Lương Vũ đế. Đế nói: "Họ Du không có tiên hiền, người đời nói 'du tiền', không phải là cái họ người quân tử nên có, hãy đổi làm Dụ." Dược nói: "Xin hãy đổi họ cho thần."  
Dược làm đến Vân kỳ tướng quân, An Châu thứ sử. Sử cũ nhận xét người bình dân thành đạt như thế, vào đời Lương chỉ có Dược và Trần Khánh Chi .
Dược là một trong những tổ của họ Dụ tại Trung Quốc, hậu duệ nổi tiếng nhất của ông là nhà văn Dụ Xư đời Nam Tống.